# Lymington (rivière)
La Lymington est une petite rivière dans le Hampshire, en Angleterre. Elle traverse la New Forest jusqu'au Solent et la ville de Lymington. La rivière a une longueur totale de 22 km, bien que la partie initiale, au nord de Brockenhurst, soit connue sous le nom de  'Highland Water' .
L'eau des Highlands ruisselle du nord de l'inclinaison d'Ocknell et s'écoule sur 10 km en direction de Bolderford Bridge. À partir de ce moment, elle est connue sous le nom de rivière Lymington et coule sur 12 km jusqu'à ce qu'elle entre dans le Solent.

## Histoire
En 1731, un capitaine de la marine marchande, le capitaine Cross, aménage un pont-jetée sur la rivière au nord de Lymington.
Il construit un abri et impose une taxe aux voyageurs utilisant ses aménagements, à plus d’un mile au sud du pont existant, à Boldre.
Le barrage réalisé a pour conséquence de freiner le débit de la rivière et contribue à l'ensablement du port de Lymington. La Lymington Corporation s'est plainte devant la cour à propos de l'affaire mais a perdu.
En 1795, la boue accumulée dans le canal « l'a déjà rendu très étroit et [il] sera probablement dans quelques années, donc complètement enlisé, de manière à le rendre non utilisable par les navires de forte jauge ».
Le pont-jetée est pris en charge par la compagnie de chemin de fer qui a continué à percevoir des péages jusqu'à son rachat par le Hampshire en 1955. Les péages n'ont plus été perçus quelques années plus tard.
L'ensablement du port est toujours dû au barrage, bien qu'il soit contrarié par les effets de « curage » du ferry de l'île de Wight.
Avant la construction du pont-jetée, l'effet des marées se faisait sentir en amont de la rivière jusqu'à Brockenhurst.

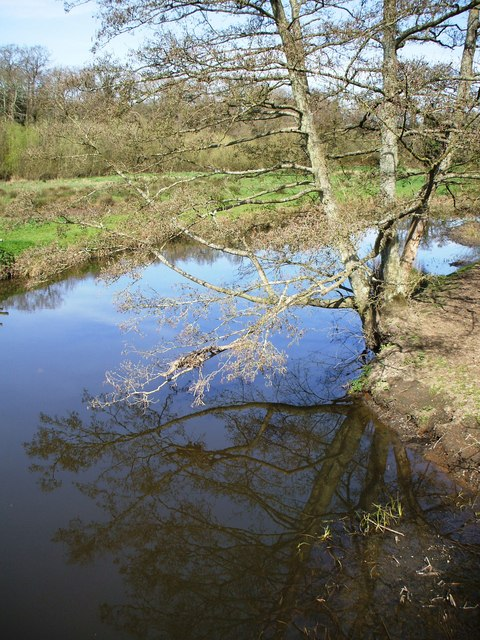
La rivière à Boldre.
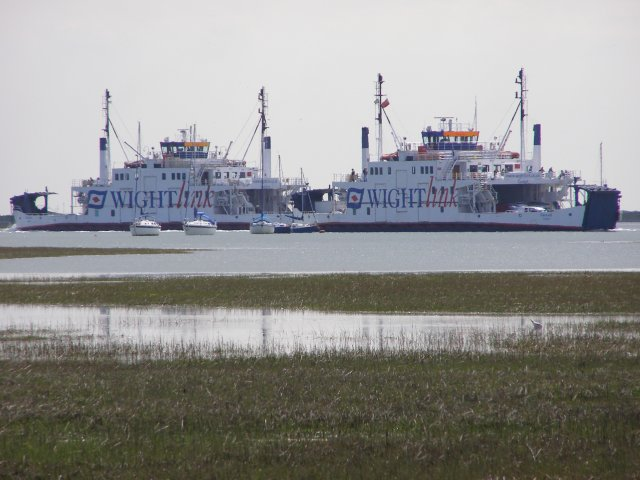
Les ferries de l'Île de Wight.
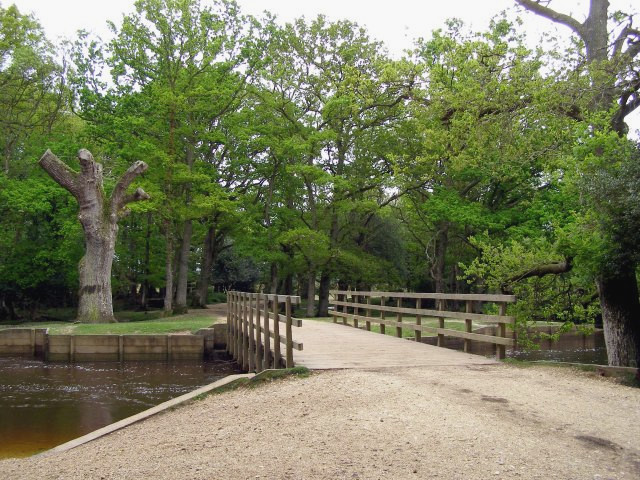
Le pont de Bolderford.
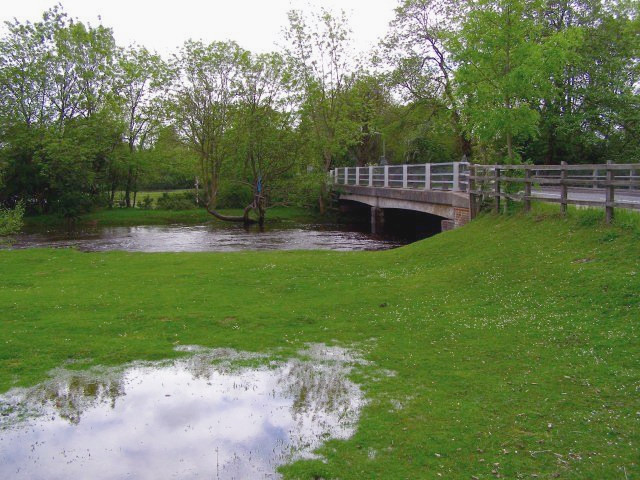
Brockenhurst Bridge.
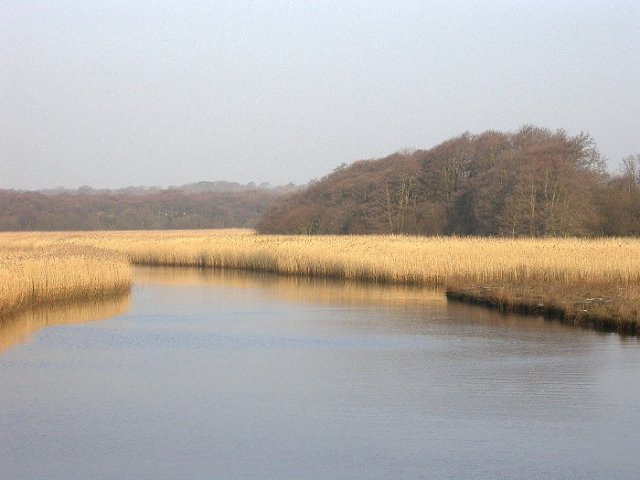
Les roselières de la Lymington.
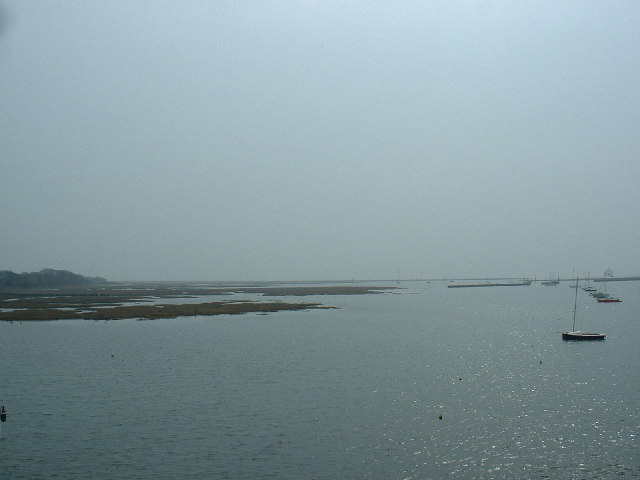
L'estuaire.

## Roselières
Les roselières étendues longeant la rivière constituent un Site d'intérêt scientifique particulier (en : SSSI).